# Henryk Mackrott junior
Henryk Mackrott (ur. 1800, zm. 15 sierpnia 1831) – polski agent w służbie rosyjskiej, jeden z najbardziej aktywnych urzędników tajnej policji Wielkiego Księcia Konstantego.
Był synem Henryka seniora, fryzjera i agenta rosyjskiego gen. Igelströma, twórcy siatki wywiadowczej w Warszawie pod koniec XVIII wieku. Dzień po zdobyciu w 1813 roku Warszawy przez wojska rosyjskie, Mackrott senior zjawił się u naczelnika rosyjskiej tajnej policji i zaoferował usługi szpiegowskie swego syna.
Już w gimnazjum pijarskim Mackrott junior donosił na szkolnych kolegów, członków rodzin ważnych postaci Królestwa Kongresowego. Następnie został studentem Wydziału Medycyny Królewskiego Uniwersytetu Warszawskiego, gdzie infiltrował grupy konspiracyjne. Początkowo pracował dla szefa tajnej policji księcia Konstantego, Mateusza Schleya, ale w roku 1819 otrzymał samodzielne stanowisko i fundusze na zatrudnianie własnych szpiegów. Z czasem zrezygnował ze studiów medycznych na rzecz kariery szpiegowskiej. Gdy w nocy 29 na 30 listopada 1830 roku wybuchło powstanie listopadowe, w zamieszkach przypadkowo zginął ojciec Mackrotta, a Henryk junior został aresztowany i osadzony w więzieniu w ratuszu.
Sam Mackrott zginął 15 sierpnia 1831 roku (noc sierpniowa), gdy tłum wyciągnął więźniów z aresztu i powiesił na pobliskich latarniach.